# Террі Ґреґґ
Террі Ґреґґ (англ. Terry Gregg, 23 листопада 1950) — британський хокеїст на траві. Грав за клуб «Квінз Юніверсіті» з Белфаста. Учасник літніх Олімпійських ігор 1972 в Мюнхені, де його збірна посіла 6-те місце. Зіграв 8 матчів і забив 2 голи: по одному у ворота збірних Польщі та Австралії.